# Сен-Со-Лакусьер
Сен-Со-Лакусье́р (фр. Saint-Saud-Lacoussière) — коммуна во Франции, находится в регионе Аквитания. Департамент — Дордонь. Входит в состав кантона Ле-Перигор-вер-нонтронне. Округ коммуны — Нонтрон.
Код INSEE коммуны — 24498.

## География
Коммуна расположена приблизительно в 390 км к югу от Парижа, в 135 км северо-восточнее Бордо, в 45 км к северу от Перигё.
По территории коммуны протекает река Дрон.

### Климат
Климат умеренный океанический со средним уровнем осадков, которые выпадают преимущественно зимой. Лето здесь долгое и тёплое, однако также довольно влажное, здесь не бывает регулярных периодов летней засухи. Средняя температура января — 5 °C, июля — 18 °C. Изредка вследствие стечения неблагоприятных погодных условий может наблюдаться непродолжительная засуха или случаются поздние заморозки. Климат меняется очень часто, как в течение сезона, так и год от года.

## Население
Население коммуны на 2010 год составляло 868 человек.
| 1962 | 1968 | 1975 | 1982 | 1990 | 1999 | 2010 |
| ---- | ---- | ---- | ---- | ---- | ---- | ---- |
| 1468 | 1284 | 1148 | 1045 | 951  | 868  | 868  |

## Администрация
| Период | Период | Фамилия         | Партия       | Примечания     |
| ------ | ------ | --------------- | ------------ | -------------- |
| 1963   | 1977   | Эдмон Марьо     |              | пенсионер      |
| 1977   | 1995   | Жюль Кувида     |              | директор школы |
| 1995   | 2001   | Жильбер Баррато |              |                |
| 2001   | 2014   | Сильви Сежер    | беспартийный | фермер         |
| 2014   | 2020   | Пьер Дюваль     |              |                |

## Экономика
В 2010 году среди 452 человек трудоспособного возраста (15-64 лет) 302 были экономически активными, 150 — неактивными (показатель активности — 66,8 %, в 1999 году было 61,9 %). Из 302 активных жителей работали 278 человек (152 мужчины и 126 женщин), безработных было 24 (11 мужчин и 13 женщин). Среди 150 неактивных 13 человек были учениками или студентами, 102 — пенсионерами, 35 были неактивными по другим причинам.

## Города-побратимы
- Сент-Мелани[англ.] (Квебек, Канада, с 2004)

## Фотогалерея
- Сен-Со-Лакусьер
- Церковь Св. Стефана
- Мэрия
- Ресторан-отель
- Почта